# Мария Брабантская (королева Франции)
Мария Брабантская (нидерл. Maria van Brabant, фр. Marie de Brabant; 1254—1321) — дочь герцога Брабанта Генриха III и Аделаиды Бургундской, супруга короля Франции Филиппа III Смелого, королева Франции в 1274—1285 годах.

## Биография
Родилась 13 мая 1254 года в Лувене. Она была единственной дочерью герцога Брабанта и Нижней Лотарингии Генриха III Добродушного и его жены Аделаиды Бургундской. Кроме неё, в семье было трое сыновей: Генрих, Жан и Годфрид.
21 августа 1274 года в Венсенне был подписан брачный контракт Марии Брабантской и короля Франции Филиппа III. 24 июня 1275 года Мария была коронована в Святой капелле Парижа. Для короля это был второй брак. От первой женитьбы на Изабелле Арагонской у него осталось трое сыновей.
У Марии и Филиппа родилось трое детей:
- Людовик (1276—1319)
- Бланка (1278—1305)
- Маргарита (1282—1317)

В 1276 году скоропостижно скончался старший сын Филиппа от первого брака Людовик. Одна из группировок, борющихся за влияние на короля, пустила слух о причастности к этому его жены, которая якобы хотела расчистить путь к трону собственным детям. Слух не подтвердился, и спустя некоторое время был схвачен и казнён Пьер де ла Брос, бывший камергером при дворе. Странными особенностями дела были скоропостижность и нерассмотрение в суде.
Во время правления Филиппа III Мария имела на него большое влияние, так как муж был слабым и безвольным человеком, легко поддающимся внушению. Но в 1285 году, после его смерти, вдовствующая королева потеряла при дворе всё политическое влияние и посвятила себя воспитанию детей. Корону Франции унаследовал её семнадцатилетний пасынок Филипп.
Мария Брабантская прожила долгую жизнь, пережив всех своих детей. Её дочь Бланка, ставшая супругой принца Рудольфа Габсбурга, скончалась при родах в 1305 году. Маргарита, ставшая королевой Англии, прожила восемь лет в счастливом браке и умерла вслед за мужем в 1317 году. Людовик д’Эврё, отличавшийся спокойным и добрым нравом, старался держаться подальше от политических интриг, скончался двумя годами позже. Мария увидит как корону Франции наденут два внука её покойного супруга, Людовик и Филипп. 
Мария Брабантская скончалась 10 января 1321 года в возрасте 66 лет и была похоронена во францисканском монастыре в Париже.

## В культуре
- Марии Брабантской посвящён один из рассказов Ги Бретона в первом томе его труда «История любви в истории Франции»[источник не указан 783 дня].